# کومرسبروک
کومرسبروک (به آلمانی: Kümmersbruck) یک شهر در آلمان است که در امبرگ-سولزباخ واقع شده‌است. کومرسبروک ۱۰٬۲۰۸ نفر جمعیت دارد.